# 長樂縣 (福建省)
長樂縣是福州地區在唐朝始設的一個縣，建立于武德六年（623年），現已撤销。长乐县历史上经过多次辖域、名称变更，明清时期则成为福州十邑的一部分。民國三十八年（1949年）第二次国共内战后，中华人民共和国控制了长乐县的绝大部分地区，并于1994年将其撤县设市，今为福州市长乐区；而中华民国实际控制的白犬列島则在1953年设立了长乐县政府，1956年撤销，今属于连江县莒光鄉。

## 行政沿革

### 古代历史
秦汉时期属七闽地。三国时期，吴国、东吴在六平吴航头（今吴航街道）造船，因此，别称吴航。晋朝惠帝时，将扬州部太康分为建安郡和晋安郡，长乐属晋安郡原丰县。隋朝大业间，晋安郡改为建安郡，长乐属闽县。
唐武德六年（623年）由闽县析立，取《诗经》“宅新邑，宁厥止”之义，县名为“新宁”，县治设敦素里平川（今古槐），不久改称长乐县。属福州长乐郡。武則天聖曆二年（699年），析出长乐南部的太平、感德、崇德、孝义、万安、长东、永乐、永福8个乡，设置万安县（今福清市）。上元元年（760年），防御史董玠因敦素里地形卑湿，将县治移到吴航头。元和三年（808年），并入福唐县。元和五年（810年），复置长乐县。
五代十国时，王审知改为安昌县，复名长乐县。后又改为侯官县，复名长乐县。又改为安昌县，复名长乐县。闽国灭亡后，随福州入吴越国。进人五代十国时期，后梁乾化元年（911年），改县名为安昌县；后唐同光元年（923年），复名长乐县；長興四年（933年），王延钧称帝福州，国号大闽，改元龙启，升福州为长乐府，以闽县为长乐县，以长乐县为侯官县，以侯官县为闽兴县；清泰二年（935年），闽县、侯官、长乐均复旧名；后晋天福六年（941年），改闽县为长乐县，改长乐县为安昌县；天福七年，复为闽县、长乐县，均属长乐府，此后长乐县名稳定下来。
明永乐七年（1409年）郑和第一次在此驻扎海军二万八千余人，候风下西洋。永乐十二年（1412年）郑和奏上在长乐南山建造天妃宫，其左建三清殿，其右建三峰塔寺。宣德六年（1431年），郑和在长乐天妃宫立“天妃灵应之记碑”，明弘治三年（1490年）长乐知县首建城墙，嘉靖年间扩建，城有东西南北四门。隆庆二年（1568年）长乐知县筑十洋新街，十洋通衢坊。清乾隆二十六年（1761年）知县将南山天妃宫迁往西关外天眉台。立县至清，长乐为闽州、福州、长乐郡、福州威武军、福州彰武军、福安府、福州路、福州府等（均为今福州）所辖。

### 中华民国时期
民国元年（1912年）中华民国成立。福建省设东、西、南、北4路道，長樂縣属東路道，县衙改称县公署。民国6年（1917年）4月，县知事孟昭涵延李驹主編長樂縣志，历18个月而成。民国23年（1934年）7月，福建省设10个行政督察区，长乐县为第一区行政督察专员公署驻地，管辖长乐、闽侯、连江、福清、平潭、永泰、罗源等县。民国30年（1941年）4月19日，日军2000余人犯县境，县长张灿携印潜逃，县境沦陷。中共地下党员刘润世等人组织长乐抗日游击总队，进行抵抗。民国34年5月18日，国軍收復县境。次日县府从上丁迁回县城。民国38年（1949年）8月16日，中国人民解放军第29军与闽中游击队联合接管长乐县境。民國42年8月15日，福建省政府撤銷「馬祖行政公署」，改制為「閩東北行政公署」，9月設長樂縣政府於白肯島，派任原大陸時期長樂縣政府副主任邱德齡為長樂縣縣長，轄有白肯鎮、東肯鄉和東湧鄉。民国45年（1956年），长乐县政府撤销，所辖区域改制为连江县莒光乡。

### 中华人民共和国时期
中华人民共和国成立后，全省设立8个专区，长乐属闽侯专区管辖。1955年，全省改设5个专区，长乐属福安专区管辖。1959年，复属闽侯专区管辖。1970年改专区为地区，属闽侯地区管辖。1971年，改属莆田地区管辖。1983年7月1日，实行市带县体制，长乐属福州市管辖。1994年2月18日，长乐撤县设市，仍属福州市。2017年8月，国务院批复，撤销县级长乐市，设立福州市长乐区。2017年11月6日，长乐区举行撤市设区挂牌仪式。